# Brödupproret
Brödupproret var ett antal folkliga hungeruppror med demonstrationer och kravaller vars orsaker bottnade i svält, priser eller skatter på livsmedel. Bröduppror har exempelvis inträffat i norra Västeuropa under perioden 1650–1850, och i Sverige och Sydeuropa under perioden 1800–1920. Bröduppror sker än idag i exempelvis Afrika och Indien.
- 1855 svepte en våg av bröduppror över Sverige där de mest uppmärksammade skedde i Jönköping den 25–26 september.
- 1917 rådde det svält i Sverige. Det genomfördes bröduppror i olika städer i Sverige från mitten av april fram till sommaren, bland annat brödupproret i Göteborg men även Västervik och Ådalen.